# 荒木孝二
荒木 孝二（あらき こうじ）は日本の歯科医師、歯学者。東京医科歯科大学大学院医歯学総合研究科教授、東京医科歯科大学医歯学教育システム研究センター（ＭＤセンター）副センター長。歯学部附属病院副病院長

## 経歴
東京医科歯科大学  歯学部  歯学科  1980年03月  卒業
東京医科歯科大学  歯学研究科  歯科保存学  博士課程  1984年  修了
1984年　東京医科歯科大学歯学部歯科保存学第三講座　助手
1990年　東京医科歯科大学歯学部歯科保存学第三講座　講師
1999年04月　東京医科歯科大学 歯学部附属病院 診療科 総合診療科 歯科総合診療部 教授
東京医科歯科大学　歯学部長補佐（教育）
東京医科歯科大学　医歯学教育システム研究センター（ＭＤセンター）副センター長
東京医科歯科大学　歯学部附属病院長補佐
東京医科歯科大学　歯学部附属病院副病院長
（兼任）大学院医歯学総合研究科 医歯学系専攻 環境社会医歯学講座歯学教育システム評価学分野
（兼任）歯学部附属病院副病院長 感染対策室長 社会保険委員会委員長

## 社会的活動
日本歯内療法学会 評議員
2003年04月 日本歯科保存学会 理事
2011年04月 日本歯科医学会 副会長
文部科学省歯学教育認証評価検討WG座長